# Montañas Azules (Nueva Zelanda)
Las Montañas Azules (Blue Mountains) son una cadena de suaves colinas y montañas en la zona oeste de Otago en la Isla Sur de Nueva Zelanda. Forman una barrera entre los valles del Río Clutha y del Río Pomahaka. Se encuentran entre las localidades de Tapanui y Lawrence, alcanzando algunos picos hasta 1000 metros.  
- Datos: Q473617